# (592064) 2014 NZ65
(592064) 2014 NZ65 est un objet transneptunien en résonance 4:7 avec Neptune avec un diamètre d'environ 250 km.